# 逗子市立久木小学校
逗子市立久木小学校（ずししりつひさぎしょうがっこう）は、神奈川県逗子市久木2丁目にある公立小学校。通称久小（ひさしょう）。

## 沿革
出典
- 1936年（昭和11年）8月25日 - 逗子町立逗子小学校久木分教場として開校。
- 1941年（昭和16年）4月11日 - 逗子第一国民学校久木分教場と改称。
- 1949年（昭和24年）
  - 4月1日 - 横須賀市立久木小学校として独立。
  - 5月14日 - 開校祝賀会挙行。
- 1950年（昭和25年）7月1日 - 横須賀市より分離独立した逗子町発足により、逗子町立久木小学校と改称。
- 1951年（昭和26年）3月12日 - 校歌制定（作詞:内田武雄、作曲:大中寅二）。
- 1952年（昭和27年）6月16日 - 新校舎落成。この日（6月16日）を開校記念日と定めた。
- 1953年（昭和28年）12月26日 - 校旗制定。
- 1954年（昭和29年）4月15日 - 市制施行にともない現在の逗子市立久木小学校と名を改める。
- 1959年（昭和34年）6月16日 - 創立10周年記念式挙行。
- 1963年（昭和38年）11月19日 - 体育館落成。
- 1964年（昭和39年）7月10日 - 新校舎落成（普通教室14、教材室3）。
- 1968年（昭和43年）9月2日 - 第二期工事（管理棟）竣工式挙行。
- 1970年（昭和45年）
  - 3月30日 - 逗子市立逗子小学校から移転する形で、言語障害教室1学級併設。
  - 4月1日 - 第三期工事（普通学級14、給食調理室）竣工式挙行。
- 1972年（昭和47年）9月1日 - 言語治療教室1学級増設（難聴学級）。
- 1979年（昭和54年）
  - 3月17日 - 新校舎（屋内運動場、普通教室5、特別教室2）竣工式挙行。
  - 11月3日 - 創立30周年記念式挙行。
- 1981年（昭和56年）8月31日 - 久木中学校共同運動場内に、久木小学校水泳プール竣工し、竣工式挙行。
- 1989年（平成元年）10月11日 - 給食調理室・事務室等全面改修工事完了。
- 1990年（平成2年）3月18日 - 運動場全面改修工事完了。
- 1992年（平成4年）
  - 7月10日 - 給食室エアコン設置工事完了。
  - 8月25日 - 防球ネット設置工事完了。
  - 9月16日 - B棟東側トイレ改修工事完了。
- 1993年（平成5年）7月13日 - 校庭散水栓立ち上げ改修工事完了。
- 1995年（平成7年）4月1日 - 特別支援学級もえぎ（知的障害学級）設置。
- 1998年平成10年8月31日 - 耐震補強工事完了。
- 1999年（平成11年）
  - 4月1日 - 特別支援学級もえぎ（情緒障がい学級）設置。
  - 6月16日 - 創立50周年。
  - 9月26日 - 創立50周年大運動会開催。
- 2000年（平成12年）
  - 1月11日 - 学校施設利用ふれあいスクール開設。
  - 4月1日 - 学校施設利用デイサービス開設。
- 2001年（平成13年）
  - 9月1日 - コンピューター室完成。
  - 10月1日 - 家庭科室拡張工事完了。
- 2002年（平成14年）
  - 1月21日 - 教室棟2〜3階（校庭面）に飛散防止フィルムを貼る。
  - 4月19日 - 各門に門扉を付ける。
- 2004年（平成16年）11月12日 - 太陽光発電システムを設置。
- 2008年（平成20年）5月21日 - 校庭横に水田完成。
- 2009年（平成21年）6月5日 - 児童用校門改修工事終了。
- 2010年（平成22年）
  - 3月30日 - 職員室PC工事終了し、各教室プロジェクター設置完了。
  - 4月1日 - 特別支援学級もえぎ（難聴学級）設置。
  - 6月17日 - 校庭芝生化の取り組み開始。
- 2013年（平成25年）8月31日 - パソコン室のパソコン機器の入れ替え。3階教室と理科室及び家庭科室に扇風機を設置。
- 2014年（平成26年）
  - 3月31日 - 中央昇降口に1学年の靴箱を新設。PTA協力により、緊急災害時等の学校備蓄品を整備。
  - 8月31日 - 職員室職員用PC更新。
  - 11月4日 - 特別教室へのエアコン設置工事終了。
  - 12月11日 - 航空写真撮影
- 2015年（平成27年）
  - 3月2日 - 職員室緊急非常放送機器更新。
  - 3月18日 - トイレ洋式化改修工事終了。
- 2019年（平成31年）1月 - 体育館側通用門を児童用に改修。横断歩道・歩道の整備。

## 学校教育目標
共に学び 共に輝き 笑顔あふれる 久木の子

## 交通
- JR東日本横須賀線逗子駅（西口）から、徒歩約830m・約13分。
- 京浜急行電鉄逗子線逗子・葉山駅から、徒歩約1.1km・約16分。

## 通学区域
出典
- 山の根1丁目〜山の根3丁目
- 久木1丁目〜久木9丁目

## 主な進学先
出典
- 逗子市立久木中学校

## 周辺
- 妙光寺 - 逗子市道をはさんで、敷地が隣接。
- 聖和学院幼稚園 - 逗子市道をはさんで、敷地が隣接。
- 聖和学院中学校・高等学校
- 社会福祉法人ふたば会双葉保育園 - 進学前保育園のひとつ。